# Athysanella bidentata
Athysanella bidentata är en insektsart som beskrevs av Hicks och Smith 2006. Athysanella bidentata ingår i släktet Athysanella och familjen dvärgstritar. Inga underarter finns listade i Catalogue of Life.